# Clapra ero
Clapra ero är en fjärilsart som beskrevs av Heinrich Benno Möschler 1880. Clapra ero ingår i släktet Clapra och familjen nattflyn. Inga underarter finns listade i Catalogue of Life.